# 秋田市河辺市民サービスセンター
秋田市河辺市民サービスセンター（あきたしかわべしみんサービスセンター）は、秋田県秋田市河辺和田にある、秋田市役所の支所機能を包括する複合公共施設。愛称はカワベリア。略称は、「河辺SC」。

## 概要
河辺町と秋田市との合併以来、従前の町役場は河辺市民センターとして存置されてきたが、秋田市の市民サービスセンター設置構想により、2011年（平成23年）5月16日に河辺市民サービスセンターに移行した。同日には雄和地区の雄和市民センター（従前の雄和町役場を雄和市民センターとして活用）も同様に雄和市民サービスセンター（愛称：ユービス）へと移行しているほか、市北部の秋田市土崎港では北部市民サービスセンター（愛称：キタスカ）が新設されている。この市民サービスセンターは、秋田市の都市内地域分権構想に基づき、市役所の支所、公民館、コミュニティセンター、体育館、子育て支援等の機能を複合化し（ただし河辺市民サービスセンターでは、秋田市立河辺体育館が近接するため体育館施設を設置していない）、市内7か所 への設置を進めているものである。なお、河辺市民センター時代の2007年（平成19年）に、旧議場を改装して地域活動センター（現・地域文化ホール）が整備されている ほか、市民サービスセンター移行後の2011年7月4日に、子育て交流ひろばが新たに設置されている。
河辺町時代からある、岩見三内連絡所は、町役場の出先機関としての位置付けであったが、秋田市に編入されてからは、秋田市河辺市民センターの出先を経て、現在は当サービスセンター配下の出先機関として変遷している。

## 施設

### 1階
- 市民窓口
- 市民サービスセンター事務室
- 秋田市役所企画財政部地籍調査室

### 2階
- 子育て交流ひろば - 主として就学前の乳幼児とその保護者が利用対象。
- 会議室 - 大会議室と小会議室、および会議室A,Bの4室がある。

### 3階
- 地域文化ホール - 移動式観覧席98席とステージを有するホール。
- 洋室1〜2
- 和室1〜3 - 18畳2室と33畳1室の2部屋ある。通し間でも使用可能。

### その他
- 駐車場 - 69台
- 北都銀行秋田南支店河辺市民サービスセンター出張所（店舗外ATM）

## 周辺
- 和田郵便局
- 秋田市立河辺体育館
- 秋田銀行河辺支店
- マックスバリュ河辺店（イオン東北運営）
- 河辺総合福祉交流センター
  - 秋田市立中央図書館明徳館河辺分館
- 秋田なまはげ農業協同組合河辺支店
- 秋田市消防本部秋田南消防署河辺分署
- 薬王堂河辺店

## 交通アクセス
- JR和田駅より徒歩約5分
- イオンモール秋田より車で約10分
- 高尾ハイヤー 秋田市マイタウン・バス南部線河辺Aコースで、｢河辺市民センター前｣下車。